# 703 (číslo)
Sedm set tři je přirozené číslo. Následuje po čísle sedm set dva a předchází číslu sedm set čtyři. Římskými číslicemi se zapisuje DCCIII a řeckými číslicemi ψγ.

## Matematika
703 je:
- Trojúhelníkové číslo
- Šestiúhelníkové číslo
- Poloprvočíslo
- Deficientní číslo
- Složené číslo
- Nešťastné číslo

## Astronomie
- (703) Noëmi je planetka hlavního pásu, kterou objevil v roce 1910 Johann Palisa

## Roky
- 703
- 703 př. n. l.